# Llibre Verd (Aragó)
El Llibre Verd és un manuscrit de 1507, molt difós en els segles xvi i principis del xvii, en el qual apareixen les genealogies de famílies aragoneses amb els seus antecedents conversos. Hi ha autors que consideren que aquest no va ser el seu títol, però al final se'l va conèixer com a tal per les espelmes de color verd que portaven els condemnats en els actes de fe.

## Història
El Llibre Verd data de 1507 i va ser difós sense cap problema durant el segle xvi. El 1601 la Diputació el va qualificar de libel. Va ser examinat per experts teòlegs i personalitats de la Corona d'Aragó seguint els següents criteris:
- Si en el fur interior de la consciència poden tenir i mostrar aquest llibre les persones que avui el tenen sense escrúpols de pecat mortal essent tan perniciós en matèria greu
- Si els testimonis examinats en informació de neteja puguin afirmar amb jurament les faltes dels llinatges pel que un llibre tan sospitós diu sense escrúpols de pecat mortal
- Si aquestes testimonis no havent-hi altre fonament concloent en què es fonamenta la mala opinió i fama de raça, sinó el llibre, podran sense pecar mortalment deposar de veu comuna i fama pública procedint com procedeix d'un origen tan incert i perillós

Al final van decidir que era un escrit difamatori i que l'autor, si visqués, hauria de ser castigat amb la màxima pena, i que hom cometia una falta greu tant si el tenia com si l'ensenyava o el divulgava, o també si no el cremava.
El 1615 la Diputació tornà a sol·licitar les censures i el 1620 el Tribunal de la Inquisició prohibeix sota pena de càstig físic la lectura del llibre. Es van recollir els exemplars i van ser cremats a la plaça del Mercat de Saragossa el 1622. Com anècdota sobre això, cal destacar que Felip III (IV de Castella), va enviar un missatge a l'inquisidor Andrés Pacheco, bisbe de Conca, per felicitar-lo (17 de setembre de 1623).

## Finalitat
La finalitat de l'autor en escriure la deixa clara només començar el manuscrit. Sent assessor de la Inquisició i segons les seves pròpies paraules, huve clara noticia de la mayor parte de los conversos deste reyno de Aragón y allí deliberé de hazer este sumario por dar luz a los que tuvieran voluntad de no mezclar su limpieza con ellos que sepa de qué generaciones de judíos descienden los siguientes, por que la expulsión general dellos fecha en España en el año 1492 no quite de la memoria lo que fuesen sus parientes. També s'intueix que un altre dels motius hagués poder estat impedir l'accés als càrrecs més alts del servei real i de les professions distingides i lucratives.

## Autoria
No està molt clar qui és l'autor del llibre, per això es prefereix considerar-lo com a anònim. Tanmateix, hi ha diverses teories que s'exposen a continuació.

### Anchias
Rodrigo Amador de los Ríos ho atribueix a una persona anomenada Anchias (Andias o Anquias, segons les fonts). Anchias va ser notari de la Inquisició (Zurita, Annals, XX, LXV), ocupant la notaria de caixa (1478-1479 i 1500-1505), i després, dedicat al comerç, va tenir tractes amb conversos i jueus. El seu càrrec el va exercir en els tribunals d'Osca i Lleida. El 1507 es va declarar la pesta a Saragossa i, fugint d'aquesta, va passar per les localitats de Peñaflor i Belchite, per acabar tornant a Saragossa. Segons les paraules del mateix autor, no era gaire propici a l'oci, així que va aprofitar el seu temps lliure a Belchite per començar a redactar el llibre.
Com a persona física intervé en certes transaccions. La primera se substància en 1488, quan deixa el teixidor Antón de Tolosa per 133 sous unes cases a la Cursa Nova de la parròquia de Sant Felip. Un any més tard, i atenent un mandat regi, Gento Atortox, jueu, mercader, fill de Salamon, habitant a Tauste, li aliena per 260 sous un graner al call de la vila, tocant un altre graner de Juce Atortox, metge, encara que no queda meridianament clar si ho fa en virtut d'un càrrec públic o a títol individual.
Quant a la seva activitat professional és especialment útil el quadern dels albarans efectuat per Anquias –les àpoques Miquel senyor Anchias ha de treure de la recepta– sota les ordres de mossèn Juan de Enbún, receptor de la Inquisició en el bienni 1486-87, auxiliat pel seu lloctinent mossèn Simón Tirado. Un fet objectiu que la seva presència a la burocràcia inquisitorial es produeix des que el Sant Ofici s'instal·la a Saragossa.
En un dels lliuraments s'assenyala el pagament de 572 sous 2 diners per la prorrata dels tres mesos i tretze dies que he servit el meu officio de notari de la Sancta Inquisicion, abastant des del 17 d'agost fins a l'1 de desembre del citat any. Apareix una dada molt interessant pel que fa a la seva persona: Dexe la notària de la Inquisicion el dit dia primer de deziembre.
El que al principi semblava un cessament o una excedència, es tracta més aviat d'un ascens, doncs, sense deixar de ser notari afecte probablement l'embargament i inventari de béns, passa a ser notari qui sol creat pel rei nostre sennor per la recognició de la judicatura dels béns en el officio de la Sancta Inquisicion o notari qui sol posat pel rei nostre sennor per scitar i testifficar els Processos i actes de la judicatura dels pleytos i béns en el officio de la Inquisicion. El seu salari augmenta un 25%, sent retribuït amb 2.500 sous anuals cobrats quadrimestralment, quedant constància dels abonaments del període comprès entre l'1 de desembre de 1487 i el 31 de juliol de 1488 (dos pagaments de 833 sous 4 diners).

### Altres autors
Manuel Serrano i Sanz atribueix el 1918 el llibre a Martín Martínez de Terol, Tristán de la Porta i Martín de la Raga. Les raons que addueix és que Anchias no va ser assessor, com afirma el manuscrit, sinó notari del secret.
Latassa l'atribueix a Micer Manente, assessor de la Inquisició a Osca i Lleida entre 1480-1490 i més tard fiscal. A més, jurista i assessor de la vall d'Echo. Si realment n'hagués estat l'autor, ell mateix va airejar tot el referent a la seva família, els Paternoy. Latassa atribueix que Anchias aparegui al començament del llibre al fet que el devia corregir per equilibrar. Per tot això molts autors consideren poc consistents els arguments sobre l'autoria d'uns i altres, i prefereixen considerar-lo com a anònim.

## Material conservat
Tots els volums van ser destruïts i es va imposar una pena a aquell qui en guardés algun. No obstant això, queden diversos manuscrits: a la Biblioteca Colombina (Sevilla), Arxiu Històric Nacional (Madrid), Biblioteca Nacional (Madrid), Arxiu General del Regne de València i a la Biblioteca del Col·legi d'Advocats de Saragossa (aquest últim és una còpia de segles posteriors).
S'ha publicat un volum fet com a recull del material existent: Combescure Thiry, Monique; Miguel Ángel Motis Dolader. El libro verde de Aragón (en castellà).  Certeza, 2003, p. 291. ISBN 84-88269-99-4.